# 性海霊見
性海霊見（しょうかいれいけん）は、南北朝時代から室町時代の臨済宗の僧。出生は信濃国水内郡善光寺横山。俗姓は橘氏。

## 経歴・人物
南禅寺住持の虎関師錬に師事し、その法を嗣ぐ。康永2年/興国4年（1343年）元へ渡り、のち帰国すると足利義詮に招かれ京都三聖寺の住持となる。そののち東福寺、天竜寺、南禅寺などの住持を歴任した。明徳5年（1394年）細川満春の求めにより伝明兆筆『大道一以像』に着賛する。関連して著書である『性海霊見遺稿』にも画賛がのる。